# 키안사군
키안사군은 수랏타니주의 행정 구역이다. 이 지역의 총 인구 수는 2005년 기준으로 42619명이다. 인구 밀도는 73.03km2이다.

## 행정 구역
| 번호 | 지명             | 태국어 지명 | 빌리지 | 인구   |  |
| ---- | ---------------- | ----------- | ------ | ------ |  |
| 1.   | Khian Sa         | เคียนซา      | 7      | 7,214  |  |
| 2.   | Phuang Phromkhon | พ่วงพรมคร    | 13     | 10,496 |  |
| 3.   | Khao Tok         | เขาตอก      | 6      | 3,635  |  |
| 4.   | Aranyakham Wari  | อรัญคามวารี   | 6      | 4,392  |  |
| 5.   | Ban Sadet        | บ้านเสด็จ     | 20     | 16,882 |  |

|  | 이 글은 지리에 관한 토막글입니다. 여러분의 지식으로 알차게 문서를 완성해 갑시다. |